# Xestia inconspicua
Xestia inconspicua är en fjärilsart som beskrevs av Rothschild 1914. Xestia inconspicua ingår i släktet Xestia och familjen nattflyn. Inga underarter finns listade i Catalogue of Life.